# Liste der Ehrenbürger von Lindau (Bodensee)
Die Ehrenbürgerschaft ist die höchste Auszeichnung, die die bayerische Stadt Lindau (Bodensee) vergeben kann.
Seit 1833 wurde folgenden 26 Personen die Ehrenbürgerschaft verliehen.
Hinweis: Die Auflistung erfolgt chronologisch nach Datum der Zuerkennung. 

## Die Ehrenbürger der Stadt Lindau (Bodensee)

Oskar von Stobäus

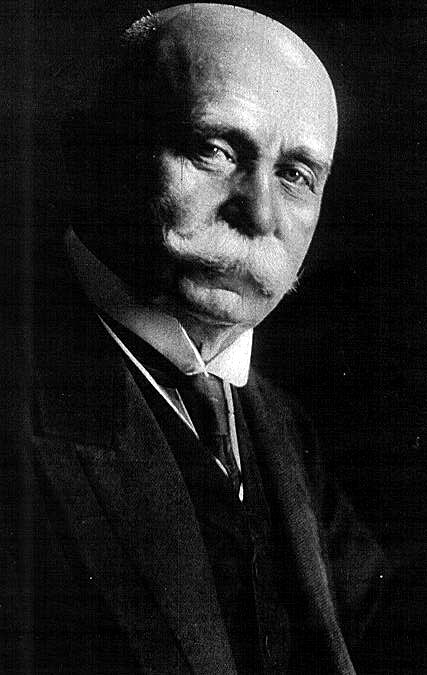
Ferdinand Graf von Zeppelin

1. Wilhelm Haberstrumpf
bayerischer königlicher Ministerialsekretär
Verleihung 1833
2. Anton Pleybner
Kommandeur des Lindauer Landwehr-Bataillons
Verleihung 1834
3. Albrecht Roth
Stifter
4. Franz Carl Jörres
bayerischer königlicher Oberzollinspektor
5. Bernhard Maria von Hornstein
Geheimer Königlicher Rat
Verleihung 1838
Oskar von Stobäus
6. Oskar von Stobäus
Bürgermeister
Verleihung 1868
7. Josef Maximilian Carl Wörlein
Pfarrer
Verleihung 1883
8. Winfried von Hörmann
Regierungspräsident
Verleihung 1885
9. Friedrich von Thiersch
Architekt
Verleihung 1888

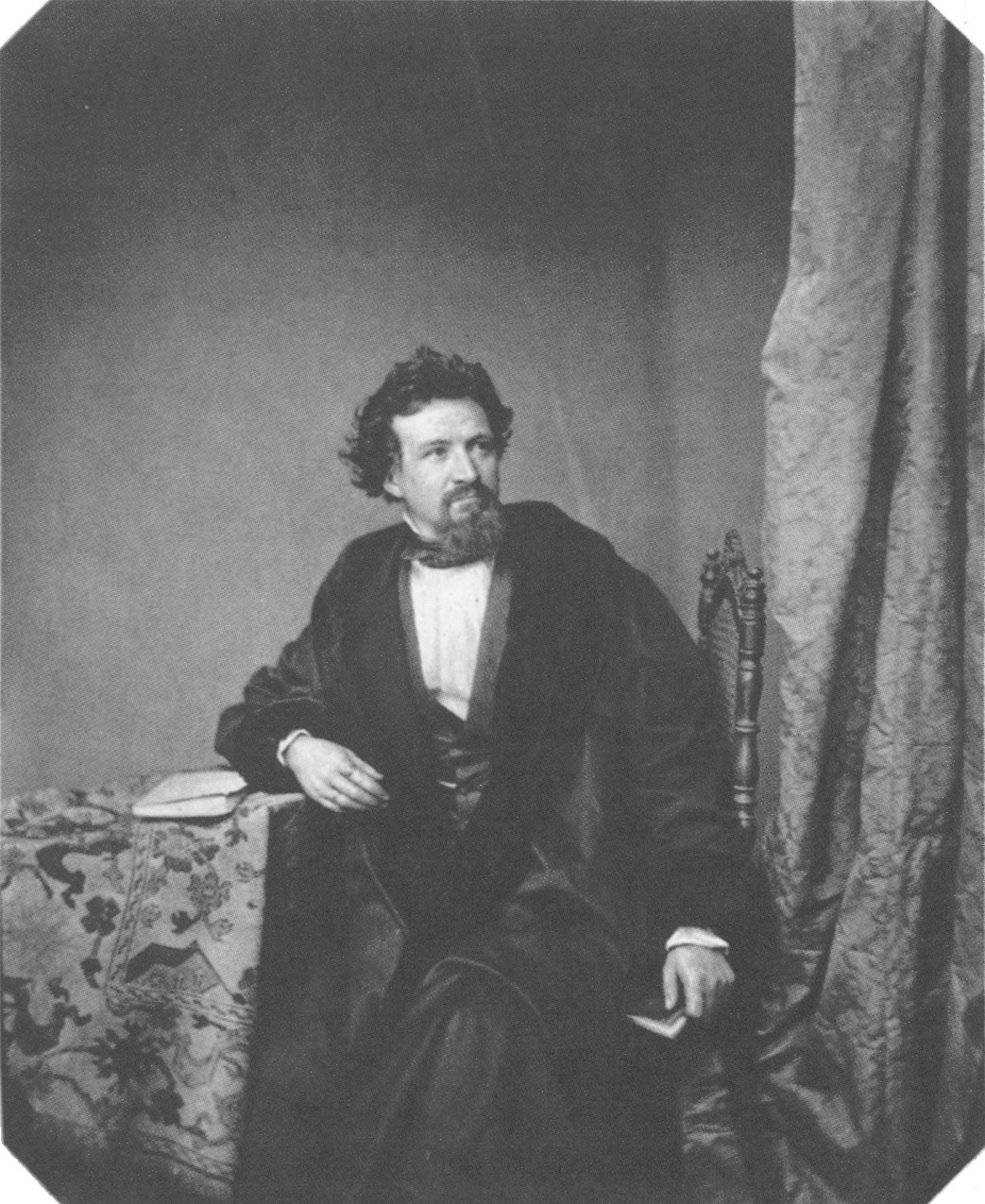
Hermann von Lingg
10. Hermann von Lingg
Dichter
Verleihung 1890
11. Gustav Reinwald (* 16. März 1837 in Heckenmühle bei Diebach; † 30. September 1898 in Lindau)
Pfarrer und Stadtarchivar
Verleihung am 28. Januar 1891
Reinwald wurde anlässlich seines 25-jährigen Wirkens in Lindau als „genialer Ordner des wertvollen Stadtarchivs“ zum Ehrenbürger ernannt. Mit dem Aufbau des Stadtarchivs im Rathaus hatte er die Grundlage für die wissenschaftliche Erforschung der Stadtgeschichte gelegt.
12. Maximilian Ritter von Abel
Major, Schenker und Stifter
Verleihung 1896
13. Hermann Näher
Unternehmer und Wohltäter
Verleihung 1902
Ferdinand Graf von Zeppelin
14. Ferdinand Graf von Zeppelin
Luftschiff-Konstrukteur
Verleihung 1909
15. Paul Ritter von Kneußl
Generalleutnant
Verleihung 1916
16. Ludwig Wiedemann
Bürgermeister von Reutin
Verleihung 1919
17. Markus Leser
Lehrer in Reutin
Verleihung 1921
18. Ludwig Kick
Stifter
Verleihung 1922
19. Karl Bever
Arzt
20. August Gruber
Professor der Zoologie
Verleihung 1928
21. Walther Frisch
Oberbürgermeister (1945–1956)
Verleihung 1958
22. Lennart Graf Bernadotte
Initiator der Nobelpreisträger-Tagungen
Verleihung 1979
23. Josef Steurer (* 24. August 1927 in München; † 11. April 2010 in Lindau)
Oberbürgermeister (1964–1988)
Verleihung 1988
24. Martin Thomann (* 18. September 1915; † 13. Mai 2007 in Lindau)
Maler-Poet
Verleihung am 20. Februar 2002
25. Josef Euringer (* 23. März 1921; † 22. Mai 2007 in Lindau)
Alt-Bürgermeister
Verleihung am 20. Februar 2002
26. Franz Fiala (* 11. April 1922; † 26. November 2013 in Lindau)
Alt-Bürgermeister
Verleihung am 20. Februar 2002
27. Anneliese Spangehl (* 23. April 1927 in Lindau)
Pädagogin
Verleihung am 8. Mai 2015
28. Karl Schober (* 22. Februar 1957 in Lindau; † 4. Juni 2020)
Bürgermeister und Stadtrat
Verleihung am 18. Dezember 2019
29. Uwe Birk (* 25. November 1954 in Lindau)
3. Bürgermeister und Stadtrat
Verleihung am 29. Januar 2020